# كارميلو ريوس سانتياغو
كارميلو ريوس سانتياغو (بالإنجليزية: Carmelo Ríos Santiago)‏ هو محامي وسياسي أمريكي، ولد في 21 مايو 1973 في سان خوان في الولايات المتحدة. حزبياً، نشط في الحزب التقدمي الجديد.